# Recinte de Torribera
El Recinte de Torribera és un conjunt d'edificis de Santa Coloma de Gramenet, catalogats com a bé cultural d'interès local.

## Història
La masia Torribera, també coneguda amb el nom de Can Setantí, és documentada des del segle xv a la vall Carcerenya. El 1916, els terrenys van ser adquirits per la Diputació de Barcelona, que l'any següent convocà un concurs per a la construcció d'una clínica mental, guanyat pels arquitectes Josep Maria Pericas i Rafael Masó, però aquest últim no podia signar a causa d'una sanció d'origen polític. Entre 1926 i 1927, Masó projectà i dirigí els pavellons A i D, i la resta s'anà construint fins al 1936 per Pericas, però restà incomplet.
Amb aquest projecte, molt en la línia ideològica de la modernitat noucentista, es va voler acabar amb el contrast entre la Catalunya urbana, culta i oberta al món, i la rural, empobrida i mancada d'oportunitats. Per als noucentistes, els idees polítics i ètics convergien amb els artístics: la modernització i la construcció nacional en un marc europeu i mediterrani. Vers l'any 1970 hi foren afegits nous pavellons, dissonants amb l'ordenació general.
Al segle xxi, mitjançant un acord amb la Diputació de Barcelona, l'Ajuntament de Santa Coloma de Gramenet i la Universitat de Barcelona, es va establir al recinte el Campus de l'Alimentació de Torribera.

## Descripció
Es tracta d'una clínica mental formada per cinc pavellons aïllats que, juntament amb la porteria, la casa del director i la capella, formen un espai urbanístic de ciutat-jardí que s'adapta a la topografia del terreny.
L'ordenació general de la clínica mental emfatitza l'eix de simetria que puja, esglaonadament, des de la plaça semicircular d'accés fins al dipòsit que se situa al capdamunt del turó. Així, queden dividides les àrees per a homes i dones. Les altres construccions singulars (casa del director, capella i serveis generals) s'adapten puntualment a la topografia de la gran finca de la Torribera (de la que es conserva l'antic mas), especialment relacionats amb el seu entorn (pèrgoles, terrasses, etc.).
La porteria és un recinte de planta rectangular amb ds pisos. Era concebut com la porta d'accés al recinte i conformava l'eix de simetria de tot el conjunt. Els paraments de les façanes principals combinen l'estuc i l'ornamentació de pedra artificial. Al centre té tres arcs i una cornisa envolta tot l'immoble amb gablets neobarrocs. També s'hi representen els bustos de quatre grans doctors en medicina: Marià Cubí, Santiago Ramón y Cajal, Emil Wilhem Magnus Goerg Kraepellin i Jean-Martin Charcot. La coberta és de teula àrab a dos aiguavessos. Destaca la magnífica porta de forja.
Respecte la casa del director, la seva concepció està estretament lligada a l'arquitectura de tradició rural. És un edifici a quatre vents de planta quadrada i amb coberta de teula plana ceràmica a quatre aiguavessos i ràfec accentuat. La façana té una jerarquia de triples obertures centrals que es contraposen al parament pla i massís. La porta d'entrada, en forma d'arc de mig punt, està precedida per un porxo amb una obertura al centre i una a cada lateral. A la planta pis i s'obre l'atri hi ha un balcó amb triple finestral. Actualment funciona com a centre d'estudis superiors de la UNED-Terrassa i es coneix com a edifici de la Torre.
Sobre l'església i el pavelló del convent, sabem que allotjava la residència conventual de les monges que treballaven al centre psiquiàtric. S'uneix a la capella del recinte Torribera a través d'un pont porxat. L'edifici presenta un llenguatge formal i ornamental noucentista i forma part del conjunt de pavellons guanyador del concurs per a la Clínica Mental de 1917. També té trets neoromànics, amb dues absidioles i absis central amb girola, on s'afegeix la sagristia. L'edificació consta de capella amb torre i pavelló de serveis generals. Les façanes són murs de pedra arrebossats i pintats sobre sòcols de pedra natural rústica. Les obertures es fan majoritàriament amb arcs de mig punt amb fusteria i elements ornamentals.
La planta del conjunt és allargada i variada; s'adapta a les corbes de nivell i es resol a través d'eixos de simetria i cossos reculats, el que aporta una gran variabilitat de volums. La complexitat volumètrica de l'edifici queda palesa en el joc de cobertes inclinades de teula plana esmaltada amb petits ràfecs. La torre campanar de la capella es corona amb un pinacle de base octogonal.
Les edificacions del pavelló Canigó i Montserrat formen part del conjunt de pavellons de la clínica mental guanyador del concurs promogut per la Mancomunitat de Catalunya. El seu llenguatge formal i ornamental s'adapta al projecte de 1917. Són pavellons aïllats de planta baixa rectangular amb jardí geomètric. A les façanes predomina la superfície arrebossada i pintada sobre sòcols de pedra natural i rústica. Les obertures són apaïsades i els porxos s'assenten sobre pilars de formigó amb elements ornamentals neoclàssics. Les cobertes, de quatre aiguavessos, són inclinades i de teula àrab.
El pavelló Gaudí i Verdaguer també forma part de l'esmentat concurs. Són els únics que varen construir-se segons el projecte original, tant en situació com en llenguatge formal. Eren dos pavellons aïllats de planta baixa i soterrani amb un jardí geomètric envoltat de bardisses i coberta inclinada de teula plana esmaltada i elements de ferro forjat. Les façanes presenten la mateixa estètica que els pavellons anteriors però en aquest cas les obertures disposen de fusteria anglesa amb profusió de divisòries i elements formals decoratius de pedra sorrenca.
Finalment el tanatori, es configura com un edifici d'una única planta rectangular, gairebé quadrada. Les façanes també combinen l'estuc amb l'ornamentació de pedra artificial per la part del sòcol. Les façanes, molt senzilles, combinen petites obertures rectangulars lligades per una llinda d'ampit amb obertures culminades amb arc de mig punt.
En tot el conjunt és evident una unitat d'estil i una utilització conjunta i racional dels materials.